# Hipolit Konstanty Ciechanowiecki
Hipolit (Apolin) Konstanty (Kazimierz Krzysztof) Ciechanowiecki herbu Dąbrowa (ur. ok. 1666, zm. 20 maja 1712) – starosta opeski od co najmniej 1692, poseł powiatu brasławskiego na sejm elekcyjny 1697 roku, elektor Augusta II, podpisał jego pacta conventa. 

## Życiorys
Jako faktyczny chorąży pow. brasławskiego uczestniczył w bitwie pod Olkienikami po stronie konfederacji szlachty.
Trzeci syn Albrychta Konstantego i Anny Kantakuzen h. własnego. Żonaty z Felicjanną Podbereską h. Gozdawa, z którą miał co najmniej pięcioro dzieci: Michała, Józefa, Feliksa (Felicjana) Nikodema, Karola i Konstancję, z których wieku dojrzałego prawdopodobnie dożyli tylko Feliks i Konstancja.